# Skylab 4
Skylab 4 byla kosmická loď pro dopravu třetí posádky kosmonautů ke Skylabu, orbitální stanici USA na oběžné dráze Země koncem roku 1973. Byla 47. lodí s kosmonauty Země letící do vesmíru.

## Posádka
Celá trojice kosmonautů USA byla ve vesmíru poprvé, byla v tomto složení
- Gerald Carr, velitel letu (1)
- William Pogue, pilot lodě (1)
- Edward Gibson, vědecký pracovník (1)

V závorkách je uvedený dosavadní počet letů do vesmíru včetně této mise.

### Záložní posádka
- Vance Brand - velitel
- Don Lind
- William Lenoir

## Parametry mise
- Hmotnost: 20 847 kg
- Perigeum: 422 km
- Apogeum: 437 km
- Orbitální inklinace: 50,04 °
- Doba oběhu: 93,11 minut
- Nosná raketa: Saturn IB

## Technická data
Loď určená pro tříčlennou posádku s výrobním číslem CSM-118 se skládala z velitelského a servisního modulu používaného v předchozím úspěšném programu Apollo, vážila 20 847 kg (o málo víc než předchozí Skylab 2 a Skylab 3), byla vyrobena americkou společností North American Rockwell Corporation, Space Div., Downey, Kalifornie (USA) pro NASA v Houstonu. Byla později katalogizována v COSPAR s označením 1973-090A. Velitelský modul CM (Command Module) ve tvaru kužele vysokého 3,5 metru obsahoval kabinu, padákový systém se sedmi padáky, stabilizační motorky, baterie, optiku a záchranný systém LES (Launch Escape System), který se po úspěšném vzletu odhodil. Modul SM (Service Module) obsahoval hlavní motor a pohonné hmoty, baterie, zásobník kyslíku. Před přistávacím manévrem se od druhého modulu oddělil.

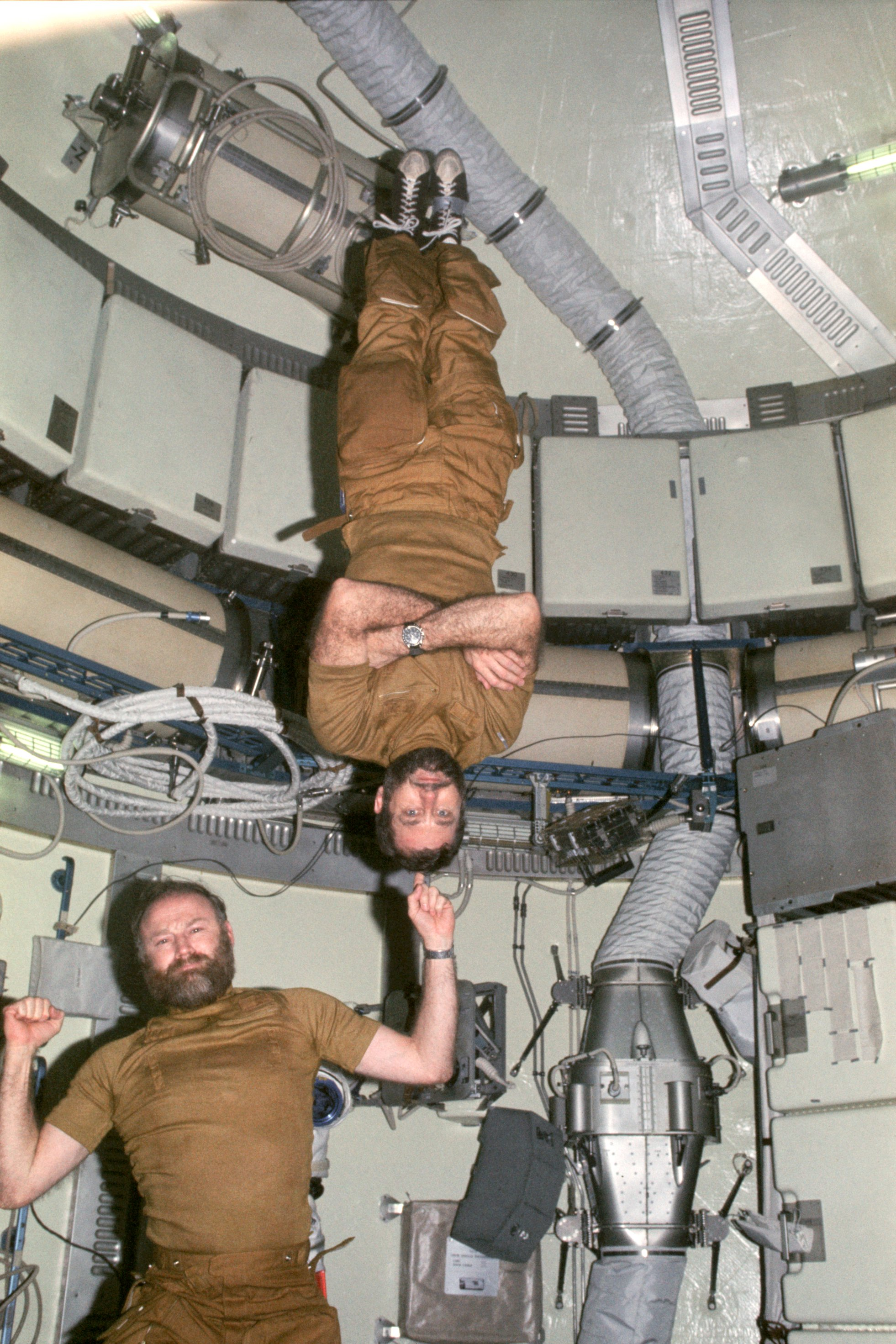
Carr a Pogue při demonstrování stavu beztíže

## Start
Kosmickou loď Skylab SL-4 vynesla na oběžnou dráhu 16. listopadu 1973 raketa Saturn IB z kosmodromu na mysu Canaveral - (Kennedyho vesmírné středisko). Loď se skládala z velitelského a servisního modulu používaného v předchozím úspěšném programu Apollo.

## Průběh letu
Po osmi hodinách letu se loď připojila k orbitální stanici Skylab, kam posádka po odpočinku přestoupila a zahájila připravený program. Napřed se ovšem vyděsila, protože předchozí kolegové z mise Skylab 3 jí zanechali figuríny v pozicích kosmonautů při práci. Řešila i silnou nevolnost kolegy Pogue, zprvu vůči řídícímu středisku tajenou. Program zahrnoval desítky experimentů, fotografování, lékařské a biologické pokusy. Bylo opět vyzkoušeno létající křeslo, jednotka ASMU (Automatically Stabilized Maneuvering Unit). Let byl narušen závadami na gyroskopech, protože dva ze tří se porouchaly. To zapříčinilo omezení manévnovacích možností stanice a opět se zvažovalo program letu zkrátit. Astronauti několikrát vystoupili vně lodi (výstup EVA) kvůli potřebným pracím, např. výměnám filmů či instalaci nových kamer. Byl také prodloužen, protože Gibson jakožto sluneční fyzik sledoval a fotografoval Kohoutkovu kometu i zatmění Slunce 24. prosince. Před odletem zvýšili oběžnou dráhu stanice na 456 km, aby prodloužili její životnost na oběžné dráze Země. Žádná další posádka však nepřiletěla, plánované mise NASA byly zrušeny. Sebou na Zem odváželi 92 000 fotografií a obrovské množství dalších údajů na páscích. Při přistávacím manévru zjistil velitel, že automatický systém nefunguje a přistání převzal a zvládl perfektně sám.

### Výstupy do vesmíru
- Gibson a Pogue - EVA 1
  - EVA 1 začátek: 22. listopadu 1973, 17:42 UTC
  - EVA 1 konec: 23. listopadu, 00:15 UTC
  - Trvání: 6 hodin, 33 minut

- Carr a Pogue - EVA 2
  - EVA 2 začátek: 25. prosince 1973, 16:00 UTC
  - EVA 2 konec: 25. prosince, 23:01 UTC
  - Trvání: 7 hodin, 1 minuta

- Carr a Gibson - EVA 3

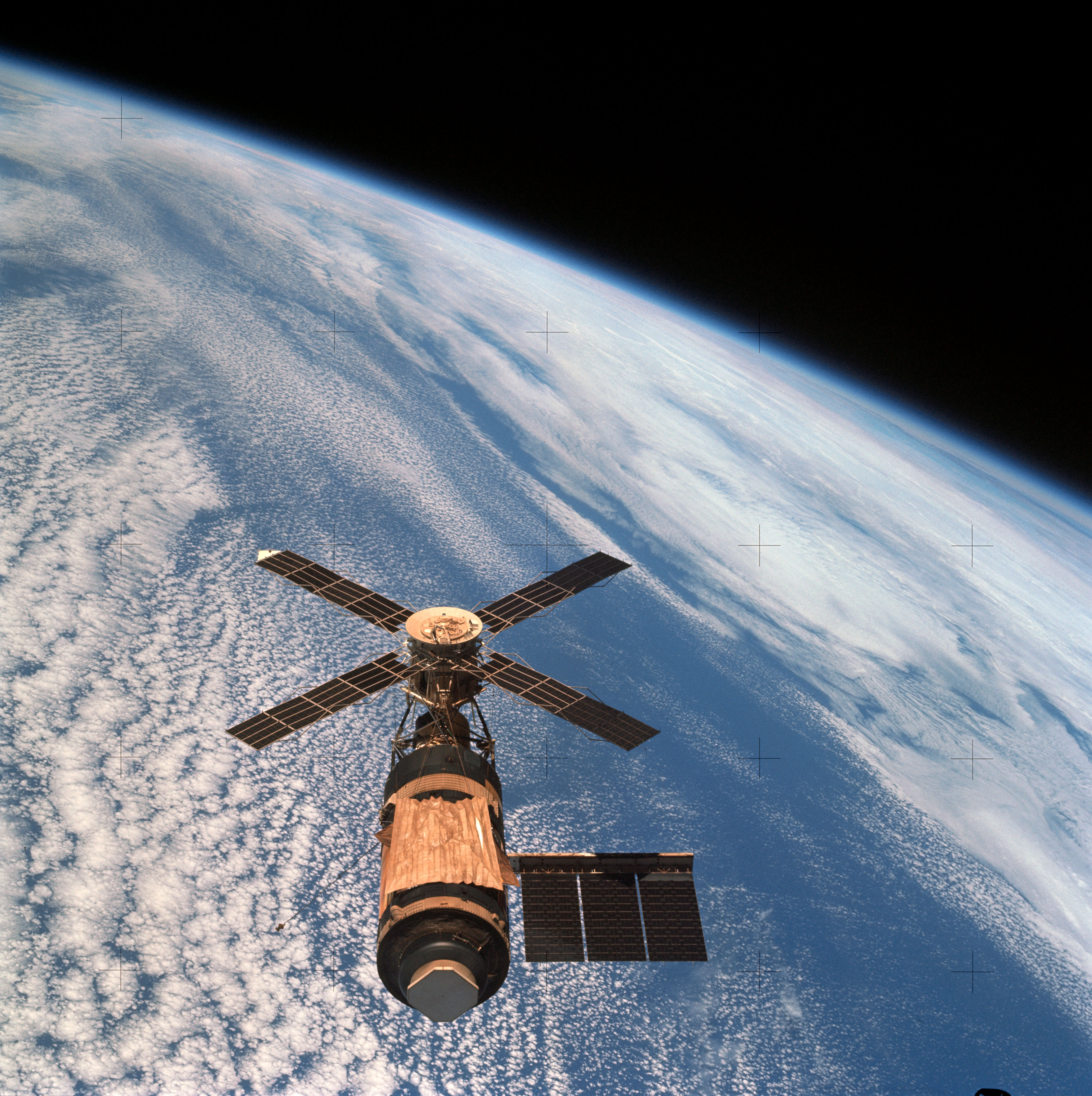
Snímek vesmírné stanice Skylab z odlétající lodi Skylab 4

  - EVA 3 začátek: 29. prosince 1973, 17:00 UTC
  - EVA 3 konec: 29. prosince, 20:29 UTC
  - Trvání: 3 hodiny, 29 minut

- Carr a Gibson - EVA 4
  - EVA 4 začátek: 3. února 1974, 15:19 UTC
  - EVA 4 konec: 3. ledna, 20:38 UTC
  - Trvání: 5 hodin, 19 minut

## Závěr letu
Na Zem přistáli 8. února 1974 na hladinu Tichého oceánu asi 370 km od San Diega. O posádku i s kabinou se postarala loď USS New Orleans.  Let byl v té době světovým rekordem v délce letu (84 dny), překonaným až po 4 letech Sojuzem 26.